# Fête des Mères
Pour les articles homonymes, voir La Fête des mères.
La fête des Mères ou fête des mères est une fête annuelle célébrée en l'honneur des mères dans de nombreux pays.
À cette occasion, les enfants offrent à leur mère des cadeaux, des gâteaux, des fleurs ou des objets qu'ils ont confectionnés à l'école ou à la maison. Cette fête est également célébrée par les adultes de tous âges pour honorer leur mère.
La date de la fête des Mères varie d'un pays à l'autre ; la majorité d'entre eux a choisi de la célébrer au mois de mai.

## Historique

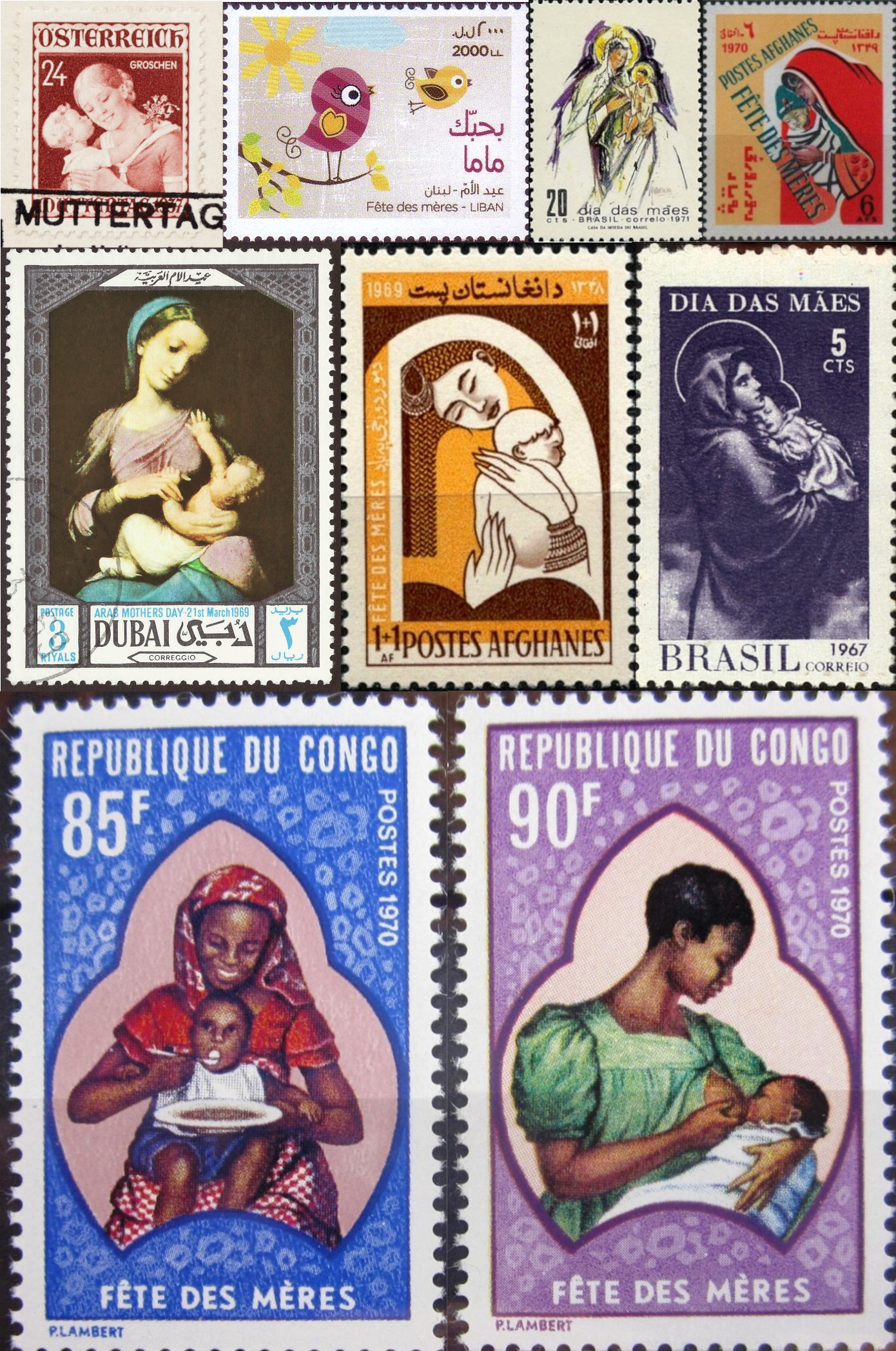
Timbres postaux célébrant la fête des Mères dans différents pays (Autriche, Afghanistan, Brésil, Congo-Brazzaville, Dubaï, Liban).

Les premières traces de célébration en l'honneur des mères sont présentes dans la Grèce antique lors des cérémonies printanières en l'honneur de Rhéa (ou Cybèle), la mère des dieux et notamment celle de Zeus. Ce culte est célébré aux Ides de mars dans toute l'Asie Mineure. Des fêtes religieuses romaines célèbrent les matrones le 1er mars lors des Matronalia (« matronales »), et Cybèle lors des Hilaria. Toutes ces célébrations ont lieu au printemps, mois de la fertilité.
Il est possible que les premiers chrétiens aient vénéré la Vierge Marie en assimilant les cultes de ces déesses païennes mais il leur était plus difficile d'associer ces fêtes à des célébrations dédiées aux mères, en raison des questions théologiques concernant sa virginité.
Au XVe siècle, les Anglais fêtent le Mothering Sunday, d'abord au début du carême puis le quatrième dimanche du carême. En 1908, les États-Unis développent la fête des Mères moderne telle qu'on la fête de nos jours, en instaurant le Mother's Day, en souvenir de la mère de l'institutrice Anna Jarvis. Le Royaume-Uni adopte à son tour cette fête en 1914, puis l'Allemagne l'officialise en 1923. D'autres pays suivent comme la Belgique, le Danemark, la Finlande, l'Italie, la Turquie et l'Australie.

### En France
Hostiles au malthusianisme ambiant de la fin du XIXe siècle en France et au retard de la natalité française comparée à celle de l'ennemi du moment — l'Allemagne impériale qui a annexé l'Alsace-Lorraine depuis le traité de Francfort de 1871 —, des associations « populationnistes » et des mouvements natalistes conjuguent leurs efforts pour enrayer la baisse continue de la natalité en France depuis 1866. À cette fin, le mouvement de l'Alliance nationale pour l'accroissement de la population française, créé en 1896 par le médecin, démographe et statisticien Jacques Bertillon (1851–1922), développe une efficace propagande nataliste auprès des dirigeants et des mouvements politiques conservateurs. Grâce à leur influence et à leur présence dans les sphères dirigeantes, ils font prospérer leurs idéaux natalistes et envisagent la création d'une journée officielle pour honorer publiquement les pères et mères de familles nombreuses. Les associations de pères de familles nombreuses se multiplient. Le 23 mai 1896, Émile Zola publie un plaidoyer pro domo dans Le Figaro sous le titre « Dépopulation » puis expose ses thèses natalistes au fil du roman Fécondité que le journal L'Aurore feuilletonne de mai à octobre 1899, apologie du bonheur du couple Froment élevant douze enfants. Progressivement l'idée fait son chemin.
Le village d'Artas en Isère revendique être le « berceau de la fête des Mères ». En effet, le 10 juin 1906, à l'initiative de Prosper Roche, fondateur de l'Union fraternelle des pères de famille méritants d'Artas, une cérémonie en l'honneur de mères de familles nombreuses eut lieu. Deux mères de neuf enfants reçurent, ce jour-là, un prix de « Haut mérite maternel ». Le diplôme original créé par Prosper Roche est conservé dans la bibliothèque de l'Institut de France avec les archives de l'association,,.

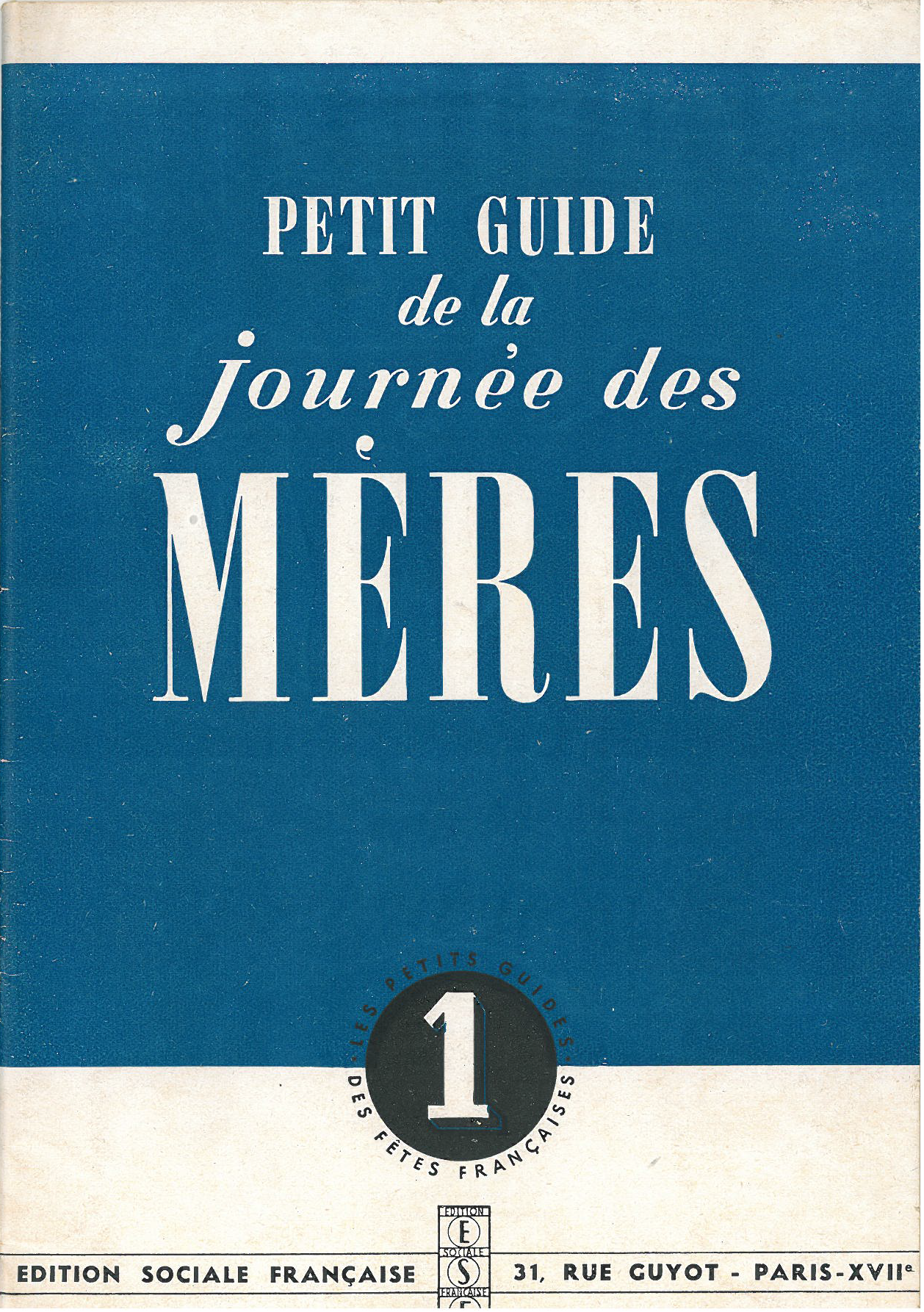
« Petit guide de la journée des mères », brochure publiée par le gouvernement français de Vichy pour aider les autorités locales et les associations à organiser la journée des mères, 1943. ADRML, 3829 W 9.

À la fin de la Première Guerre mondiale le principe du Mother's Day prend corps en Europe. Il a été répandu par les jeunes membres d'organisations américaines de secours aux populations occupées (le CRB ou Commission des secours en Belgique et en France du Nord occupée d'Herbert Hoover) ou aux blessés du front (l'American Red Cross) et surtout par les soldats américains du corps expéditionnaire du général John Pershing arrivés en masse à partir d'avril 1917. En mai 1918, Pershing ordonne de distribuer à tous les soldats sous son commandement (certains sont anglais, néerlandais, français ou belges) des cartes postales d'hommage à envoyer pour le Mother's Day et il fait aussi réaliser un film d'actualités par Gaumont.
En 1918, la ville de Lyon célèbre la journée des mères en hommage aux mères et aux épouses qui ont perdu leurs fils et leurs maris pendant la Première Guerre mondiale. En 1920, est élaborée une fête des mères de familles nombreuses. Elle incite les municipalités à célébrer les mères et les pères de familles nombreuses. Elles organisent la remise solennelle des médailles de la famille française accordées aux mères de familles nombreuses afin de leur témoigner toute la reconnaissance de la Nation. Le 20 avril 1926 la fête obtient sa reconnaissance officielle, le but du gouvernement d'Aristide Briand étant de soutenir une politique nataliste. Les mères de familles nombreuses sont mises en avant. Le terme de « famille nombreuse » disparaît officiellement du titre de la fête dès sa première célébration officielle le 30 mai 1926. La fête des mères continue à être célébrée dans les années 1930. Elle met à l'honneur les mères de plus de trois enfants, toujours sous l'influence de la politique nataliste.
Pendant la Seconde Guerre mondiale, Philippe Pétain reprend cette célébration pour lui donner davantage de reconnaissance. Sous son impulsion, elle devient, selon Pascal Riché, une « célébration quasi-liturgique, la mère étant mise sur un piédestal » par le régime de Vichy, et tous les Français sont incités à célébrer la maternité. En 1942, le maréchal Pétain s'adresse à la radio aux femmes en ces termes : « Vous seules, savez donner à tous ce goût du travail, ce sens de la discipline, de la modestie, du respect qui font les hommes sains et les peuples forts. Vous êtes les inspiratrices de notre civilisation chrétienne ».
Après guerre, la loi du 24 mai 1950 dispose que « la République française rend officiellement hommage chaque année aux mères françaises au cours d'une journée consacrée à la célébration de la « fête des Mères » », organisée par le ministre chargé de la Santé avec le concours de l'UNAF (article 1). Elle en fixe la date au dernier dimanche de mai (sauf si cette date coïncide avec celle de la Pentecôte, auquel cas elle est repoussée au premier dimanche de juin) (article 2), et prévoit l'inscription des crédits nécessaires sur le budget du ministère (article 3).
Les trois articles de la loi de 1950 sont codifiés au Code de la famille et de l'aide sociale lors de sa création par le décret du 24 janvier 1956, aux articles 17 à 19. En 2000, le troisième article est abrogé, et en 2004, les deux premiers articles sont codifiés respectivement aux articles R. 215-1 et D. 215-2 du code, devenu Code de l'action sociale et des familles, tandis que l'organisation de la fête est transférée au ministre chargé de la Famille.

### Aux États-Unis
La création d'un Mother's Day aux États-Unis par le président, Woodrow Wilson, le 9 mai 1914, répond à deux objectifs. D'une part il s'agit d'établir une journée de reconnaissance des mères de famille au niveau fédéral puisque la publiciste de Philadelphie, Anna Jarvis, a multiplié les initiatives en faveur d'une journée des Mères depuis 1905 et que la plupart des États des États-Unis ont ratifié sa demande. D'autre part, le président des États-Unis cherche à rassembler le peuple américain divisé par des tensions européennes qui accentuent les sentiments antiallemands et qui aboutissent quelques mois plus tard au déclenchement de la Première Guerre mondiale en Europe. Anna Jarvis voit ainsi aboutir cette fête commémorative des Mères qu'elle s'était engagée à mettre sur pied à la mort de sa propre mère, Ann Jarvis (Ann Maria Reeves Jarvis), le 8 mai 1905.
Anna Jarvis voulait ainsi accomplir le vœu de cette mère modèle qui avait déjà envisagé le 28 mai 1876 la création d'un Mothers Friendship Day (jour de l'amitié pour les Mères). Cette mère exemplaire avait œuvré sa vie durant pour améliorer le sort des femmes grâce à des clubs d'entraide (fille de pasteur méthodiste, elle s'est investie dans la communauté paroissiale de Grafton en Virginie-Occidentale) et celui de leurs enfants en créant les Sunday schools pour les catéchiser, les éduquer et éradiquer les fléaux sanitaires (épidémies, alcoolisme, mortalité infantile) ainsi que pour réconcilier les familles déchirées par les années de la guerre de Sécession.
Depuis sa création au début du XXe siècle, la fête des Mères est devenue très commerciale et a même suscité des critiques de la part de sa créatrice Anna Jarvis. Cette dernière a intenté divers procès contre des sociétés commerciales et manifesté contre cette récupération mercantile de la journée dévolue à chaque mère. Elle s'attaque aux fleuristes en 1922 et les traite de « profiteurs » dans la presse. En 1923, elle perturbe un congrès de la confiserie de détail puis s'en prend à l'association féministe The American Mothers qui vend des œillets pour collecter des fonds au bénéfice des anciens combattants de 1917–1918. En 1934, elle fait un procès aux Postes américaines pour l'émission d'un timbre qui célèbre la fête des mères (tableau de James Whistler) et elle poursuit Eleanor Roosevelt, la très féministe épouse du président Franklin D. Roosevelt, pour ses œuvres caritatives placées sous le sceau de la fleur d'œillet. Elle meurt ruinée en novembre 1948, hospitalisée dans un sanatorium depuis quatre ans, recevant chaque année des monceaux de lettres adressées à la fondatrice de la fête des Mères.

## Dans le monde
À travers le monde, la fête des Mères est célébrée les jours suivants :
| Jour | Pays |
| --- | --- |
| Deuxième dimanche de février                                                                                       | Norvège (9 février à Bergen) |
| 3 mars | Géorgie |
| 8 mars (Journée internationale des femmes)                                                                         | Albanie, Bosnie-Herzégovine, Bulgarie, Macédoine du Nord, Moldavie, Roumanie et Serbie |
| Quatrième dimanche de Carême troisième dimanche avant Pâques (Mothering Sunday)                                    | Îles Anglo-Normandes, Irlande, Nigeria et Royaume-Uni |
| 21 mars (équinoxe de printemps ou automne)                                                                         | Arabie saoudite, Bahreïn, Comores, Djibouti, Égypte, Émirats arabes unis, Érythrée, Irak, Jordanie, Koweït, Liban, Mauritanie, Palestine, Qatar, Soudan, Syrie et Yémen |
| 25 mars | Slovénie |
| 7 avril | Arménie, journée de la maternité et de la beauté |
| Premier dimanche de mai                                                                                            | Andorre, Angola, Cap-Vert, Espagne, Hongrie, Lituanie, Mozambique, Portugal et Sao Tomé-et-Principe |
| 8 mai | Corée du Sud (Fête des parents : les Coréens célèbrent les deux parents le même jour) |
| 10 mai | Guatemala, Mexique et Salvador (Día de la Madre ou Día de las Madres) |
| Deuxième dimanche de mai                                                                                           | Afrique du Sud, Allemagne (Muttertag), Aruba, Australie, Autriche, Bahamas, Bangladesh, Barbade, Belgique (sauf à Anvers), Belize, Bermudes, Birmanie, Bonaire, Brésil, Brunei, Burkina Faso, Burundi, Canada, Chili, Chine, Chypre, Colombie, Croatie, Cuba, République démocratique du Congo, Danemark, Dominique, Équateur, Estonie, États-Unis, Finlande, Ghana, Grèce, Grenade, Honduras, Hong Kong, Inde, Islande, Italie, Jamaïque, Japon, Kenya, Lettonie, Malaisie, Malte, Nouvelle-Zélande, Pakistan, Papouasie-Nouvelle-Guinée (et îles périphériques), Pays-Bas, Pérou, Philippines, Sainte-Lucie, Singapour, Slovaquie, Sri Lanka, Suisse, Suriname, Taïwan, Tchéquie, Trinité-et-Tobago, Turquie, Ukraine, Uruguay, Venezuela, Viêt Nam, Zambie et Zimbabwe |
| 14 mai | Samoa |
| 15 mai | Paraguay (Día de la Madre ou Día de las Madres) |
| 19 mai | Kirghizistan |
| 26 mai | Pologne (Dzień Matki) |
| 27 mai | Bolivie |
| 30 mai | Nicaragua (Día de la Madre) |
| Dernier dimanche de mai                                                                                            | Algérie, Côte d'Ivoire, République dominicaine, Haïti, Libye, Maroc, Maurice, Sénégal, Suède, Tchad, Tunisie |
| Dernier dimanche de mai (si ce jour coïncide avec la Pentecôte, la fête est repoussée au premier dimanche de juin) | Bénin, Cameroun, France, République du Congo, Gabon, Madagascar, Monaco, Togo |
| 1er juin | Mongolie (la fête des Mères est célébrée le même jour que la fête des Enfants) |
| Deuxième dimanche de juin                                                                                          | Luxembourg (Mammendag) |
| Dernier dimanche de juin                                                                                           | Kenya, |
| 1er lundi de juillet                                                                                               | Soudan du Sud |
| 12 août | Thaïlande (même jour que l'anniversaire de la Reine Sirikit Kitiyakara depuis 1950) |
| 15 août, jour de l'Assomption                                                                                      | Belgique (à Anvers) et Costa Rica |
| Deuxième lundi d'octobre                                                                                           | Malawi |
| 14 octobre | Biélorussie |
| Troisième dimanche d'octobre                                                                                       | Argentine (Día de la Madre ou Día de las Madres) |
| 16 novembre | Corée du Nord depuis 2012 |
| Dernier dimanche de novembre                                                                                       | Russie |
| 8 décembre | Panama (Día de la Madre ou Día de las Madres) |
| 22 décembre | Indonésie |

## Critiques
Certaines personnes en France critiquent cette fête car elle n'inclut pas les enfants qui n'ont pas de mère et veulent la supprimer à l'école ou la remplacer par « la fête des gens qu'on aime ».